# Vena femorale profonda
La vena femorale profonda è una vena costituente il circolo venoso profondo dell'arto inferiore.
Raccoglie il sangue refluo dai muscoli della regione antero-mediale della coscia. Termina sboccando nella vena femorale comune in corrispondenza del triangolo femorale dello Scarpa.
È una vena di tipo propulsivo, che presenta numerose valvole e un ricco corredo muscolare a livello delle sue pareti. I suoi rami affluenti sono le vene perforanti, la vena circonflessa mediale del femore e la vena circonflessa laterale del femore.